# 葛原運次郎
葛原 運次郎（くずはら うんじろう、1880年〈明治13年〉 - 1945年〈昭和20年〉12月）は、大正から昭和時代前期の政治家。青森県南津軽郡田舎館村長、弘前市長。

## 経歴
青森県南津軽郡豊蒔村（現在の田舎館村豊蒔）出身。東奥義塾から第二高等学校を経て、東京帝国大学文学部に進む。1905年（明治38年）文学部講師嘱託となり、市村瓚次郎の助手として満州へ渡る。帰朝後は、東奥義塾教師、千葉県成田中学校長など全国各地の校長を歴任し、1926年（大正15年）大館中学校から弘前中学校の第14代校長となる。
1931年（昭和6年）同校生徒の「嶽温泉籠城ストライキ」の責任を取り、翌春校長を辞職。1940年（昭和15年）田舎館村長となり、1942年（昭和17年）7月には弘前市長に就任した。
太平洋戦争末期から終戦時の混乱期で市政を担当し、県の師範学校の誘致などに尽力したが、在任中に急逝した。